# Адэр, Роберт

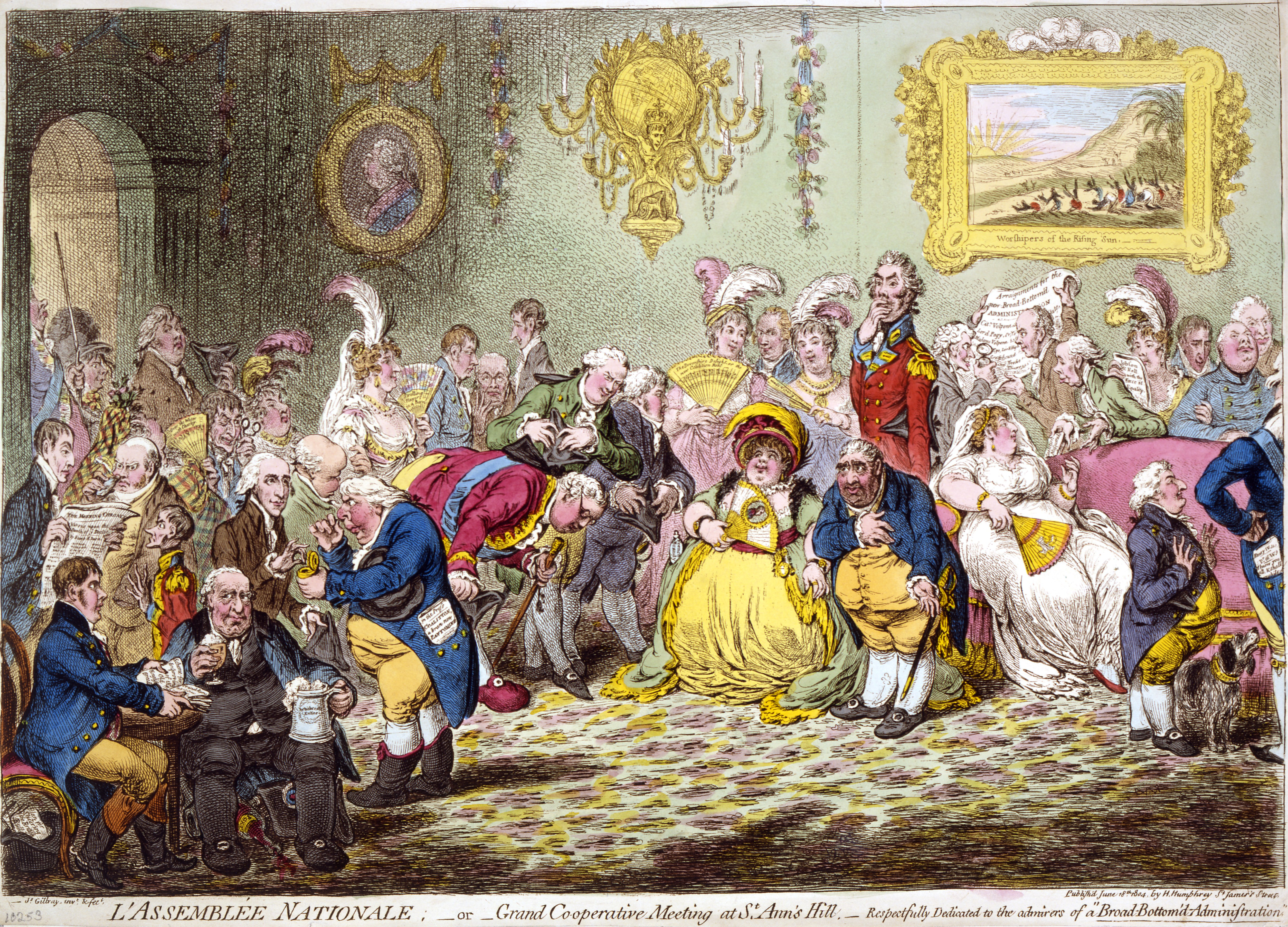
«Национальная ассамблея», карикатура Джеймса Гилрея

Сэр Роберт Адэр (англ. Robert Adair; 24 мая 1763 — 3 октября 1855, Лондон) — британский дипломат.

## Биография
Учился в Гёттингене, в 1789 году отправлен с дипломатическим поручением в Петербург, в 1802 году вступил в парламент, в 1806 году послан с чрезвычайным дипломатическим поручением в Вену, для привлечения Венского двора в новую коалицию против Франции.
В 1808 году ездил послом в Константинополь, где 5 января 1809 года заключил с Турцией мирный договор и дружественный союз. По возвращении из Турции в 1811 году Адэр покинул общественную деятельность, но в 1830 году отправлен в Голландию, где оказал большие услуги королю Леопольду, усмирив принца Оранского, не дававшего покоя бельгийской армии и осаждавшего короля в Лёвене. В 1835 году Адэр оставил должность и сделан членом Тайного совета.

## Записи
Оставил интересные записки о миссиях в Австрии и Турции:
- «Historical memoir of a mission to the court of Vienna in 1806» (Лондон, 1844)
- «The negotiations for the peace of Dardanelles 1808—9» (2 том, Лондон, 1848).